# Carl Weingärtner
Carl Weingärtner  előfordulhat Karl Weingartner változatban is (Offenbach am Main, 1890. november 30. – 1971) német nemzetközi labdarúgó-játékvezető.

## Pályafutása

### Nemzeti játékvezetés
Nemzeti labdarúgó-szövetségének megfelelő játékvezető bizottsága minősítése alapján lett az 1. Liga játékvezetője. Az akkoriban alkalmazott küldési gyakorlat szerint rendszeres partbírói szolgálatot is végzett. A nemzeti játékvezetéstől 1938-ban vonult vissza.

### Nemzetközi játékvezetés
A Német labdarúgó-szövetség Játékvezető Bizottsága (JB) terjesztette fel nemzetközi játékvezetőnek, a Nemzetközi Labdarúgó-szövetség (FIFA) 1930-tól tartotta nyilván bírói keretében. A FIFA JB központi nyelvei közül a németet beszélte. 
Több nemzetek közötti válogatott és klubmérkőzést vezetett, vagy működő társának partbíróként segített. Az aktív nemzetközi játékvezetéstől 1938-ban búcsúzott. Válogatott mérkőzéseinek száma: 11.

#### Labdarúgó-világbajnokság
A Német labdarúgó-szövetség Játékvezető Bizottsága (JB) terjesztette fel nemzetközi játékvezetőnek, a Nemzetközi Labdarúgó-szövetség (FIFA) 1930-tól tartotta nyilván bírói keretében. Több nemzetek közötti válogatott és klubmérkőzést vezetett, vagy működő társának partbíróként segített. Ebben a korban a partbírókat a FIFA JB kérelmére a nemzeti JB biztosította. A német nemzetközi játékvezetők rangsorában, a világbajnokság-Európa-bajnokság sorrendjében többedmagával a 44. helyet foglalja el 1 találkozó szolgálatával. Válogatott mérkőzéseinek száma: 11.
Az 1938-as labdarúgó-világbajnokságon a FIFA JB partbíróként alkalmazta. A kor elvárása szerint az egyes számú partbíró játékvezetői sérülésnél átvette a mérkőzés irányítását. A nyolcaddöntőben 2. számú, a negyeddöntőben egyes számú partbíróként kapott küldést. Partbíró mérkőzéseinek száma világbajnokságon: 2 (partbíró).

##### Selejtező mérkőzés
| Időpont            | Helyszín                      | Mérkőzés típusa           | Mérkőzés            | Eredmény | Nézők száma |
| ------------------ | ----------------------------- | ------------------------- | ------------------- | -------- | ----------- |
| 1937. november 28. | Feijenoord Stadion, Rotterdam | előselejtező (6. csoport) | Hollandia–Luxemburg | 4 – 0    | 40 000      |

###### Világbajnoki mérkőzés
| Időpont          | Helyszín                           | Mérkőzés típusa    | Mérkőzés                         | Játékvezető    | Eredmény | Nézők száma |
| ---------------- | ---------------------------------- | ------------------ | -------------------------------- | -------------- | -------- | ----------- |
| 1938. június 5.  | Velodrome Municipal Stadion, Reims | egyik nyolcaddöntő | Magyarország–Holland Kelet-India | Roger Conrié   | 6 – 0    | 8 000       |
| 1938. június 12. | Fort Carré Stadion, Antibes        | egyik negyeddöntő  | Svédország–Kuba                  | Augustin Krist | 8 – 0    | 6 846       |

#### Olimpiai játékok
Az  1928. évi nyári olimpiai játékok labdarúgó tornáját, ahol a FIFA JB partbírói szolgálatra alkalmazta. A kor elvárása szerint az egyes számú partbíró játékvezetői sérülésnél átvette a mérkőzés vezetését. Partbíróként egy mérkőzésen egyes számú pozícióban kapott küldést.
| Időpont         | Helyszín               | Mérkőzés típusa | Mérkőzés                  | Játékvezető      | Eredmény | Nézők száma |
| --------------- | ---------------------- | --------------- | ------------------------- | ---------------- | -------- | ----------- |
| 1928. május 29. | Olimpiai Stadion, Róma | első forduló    | Olaszország–Franciaország | Henry Christophe | 4 – 3    | 2 509       |

Az 1936. évi nyári olimpiai játékok labdarúgó tornáját, ahol a FIFA JB bíróként foglalkoztatta. Partbíróként egy mérkőzésen (Nagy-Britannia - Kínai Népköztársaság 2:0 (0:0)) egyes számúként, a másikon (Japán - Svédország 3:2 (0:2) ) 2. pozícióban kapott küldést.
| Időpont             | Helyszín             | Mérkőzés típusa | Mérkőzés                              | Eredmény | Nézők száma |
| ------------------- | -------------------- | --------------- | ------------------------------------- | -------- | ----------- |
| 1936. augusztus 38. | Post Stadion, Berlin | első forduló    | Olaszország–Amerikai Egyesült Államok | 1 – 0    | 9000        |

Az Olaszország-Amerikai Egyesült Államok mérkőzés hangulatára jellemző, hogy Weingärtner játékvezető ki akarta állítani az olaszok védőjátékosát Achille Piccinit, aki végül nem hagyta el a játékteret, mivel csapattársai körbefogták a játékvezetőt, lefogták a kezét és befogták a száját. Ő az inzultálástól úgy megijedt, hogy végül nem küldte az öltözőbe az alattomos szabálytalanságokat (két amerikai játékost is szabálytalanul elkaszált) elkövető játékost.

#### Skandináv Bajnokság
Nordic Championships/Északi Kupa labdarúgó tornát Dánia kezdeményezésére az első világháború után, 1919-től a válogatott rendszeres játékhoz jutásának elősegítésére rendezték a Norvégia, Dánia, Svédország részvételével. 1929-től a Finnország is csatlakozott a résztvevőkhöz. 1983-ban befejeződött a sportverseny.
| Időpont              | Helyszín              | Mérkőzés típusa | Mérkőzés            | Eredmény |
| -------------------- | --------------------- | --------------- | ------------------- | -------- |
| 1931. szeptember 27. | Nemzeti Stadion, Oslo | csoportmérkőzés | Norvégia–Svédország | 2 – 1    |
| 1936. szeptember 20. | Nemzeti Stadion, Oslo | csoportmérkőzés | Norvégia–Dánia      | 3 – 3    |